# إدوارد إتش وليامز
إدوارد إتش وليامز (بالإنجليزية: Edward H. Williams)‏ هو طبيب أمريكي، ولد في 1 يونيو 1824 في وودستوك في الولايات المتحدة، وتوفي في 21 ديسمبر 1899 في سانتا باربارا في الولايات المتحدة.